# 福冈灭门案
- 關於1996-8年福岡縣北九州市的滅門案，請見「北九州監禁殺人事件」。
- 關於2004年福岡縣大牟田市的滅門案，請見「大牟田4人殺害事件」。

福冈灭门案，指2003年6月20日于日本福冈县福冈市东区发生的，三名中国留学生入室抢劫并杀害一家四人的事件。

## 事件概要
2003年6月20日，四具遗体在福冈县博多湾被发现，遗体的手上戴着手铐，并绑着哑铃，脖子上有绳索的勒痕。警方调查后确认，四具遗体分别为居住在附近的松本真二郎、其妻子以及两个孩子。警方根据现场附近的目击者证言以及在现场发现的犯罪工具，锁定了中国留学生杨宁、王亮和魏巍为嫌疑人。

## 搜查与逮捕
三人中、杨宁与王亮在作案后潜逃回国。王亮回国后采用假名在辽宁省辽阳市打工，由于其日常开销甚大，遭到怀疑并被举报。被公安机关传唤后，王亮即交代了在日本杀害了一家四口的犯罪事实，并供出了其同伙杨宁与魏巍，杨宁于此之后被抓获归案。而魏巍则于2003年8月被日本警方拘捕，并于翌年1月遭到起诉。

## 判决

### 中方判决
2005年1月，辽宁省辽阳市中级人民法院对潜逃回中国的杨宁与王亮进行了一审宣判，以故意杀人罪、抢劫罪、盗窃罪数罪并罚，判处杨宁死刑，剥夺政治权利终身，并处没收个人全部财产，另一方面，由于王亮在被传唤后主动交代罪行，并且交代出同伙，有自首与重大立功表现，故被判处无期徒刑，剥夺政治权利终身，并处没收个人全部财产。被告人在判决后提出上诉，但于二审遭驳回并维持原判。同年7月12日，杨宁在辽宁省被执行死刑。

### 日方判决
2005年5月19日福冈地方裁判所对参与抢劫杀害福冈市一家四口的原中国留学生魏巍进行宣判，判处其死刑。魏巍上诉至福岡高等裁判所失敗，又以其并非此案主犯为理由，向最高裁判所上訴，希望免于死罪。2011年10月20日，最高裁判所第一小法庭（白木勇裁判长）驳回其上诉，死刑定谳。
2019年12月26日，法务大臣森雅子签署就任後首份死刑执行命令，魏巍在福冈拘留所被执行死刑。

## 司法互助及後續
由於日本當時僅同美國、韓國簽有引渡條約，而本案中有2名嫌犯逃回中華人民共和國，故本案中兩國的司法互助成為關注焦點。有意見認為因中華人民共和國法律未明文保障嫌犯有緘默權，故2人口供不能於日本法律程序中採用。而最高裁判所最後認定中華人民共和國公安機關錄取2人口供時實質上告知了他們有權保持緘默，亦無出現逼供，口供可在魏巍於日本的聆訊中用作呈堂證供。
案發后，有傳媒報道事件時曾發布對受害者親屬構成誹謗的資訊，包括事件尚未查清就暗示某些親屬是犯人。親屬入稟法院索償後，法院於2005年及2006年分別裁定《星期五》（講談社）、《週刊新潮》（新潮社）、《週刊文春》（文藝春秋）須向親屬支付880萬、770萬及1100萬日元的損害賠償。
魏巍在日本被執行死刑後，主張死刑不符人權的日本律師聯合會表示強烈抗議，再次要求廢除死刑。